# Handley Page Victor
El Handley Page Victor fue un bombardero de reacción británico fabricado por la Handley Page Aircraft Company. Fue el tercer y último bombardero de la serie V fabricado (los otros dos fueron el Avro 698 Vulcan y el Vickers Valiant). El Victor fue el último de los Bombarderos V en entrar en servicio durante la época de la Guerra Fría y en ser retirado, nueve años después del retiro oficial del Avro Vulcan. Estuvo en servicio en la Guerra de las Malvinas y la Guerra del Golfo como avión cisterna para reabastecimiento en vuelo. Durante el conflicto de Borneo de 1962-66, se utilizaron dos aviones B.1A en la única misión ofensiva del Victor; siendo uno de los aviones con más tiempo en servicio en el Reino Unido.

## Desarrollo
Por la amenaza de la Guerra Fría en la segunda mitad del siglo pasado, el Reino Unido necesitaba un avión bombardero de largo alcance, con capacidad de atacar a la Unión Soviética, lanzando bombas convencionales y nucleares, como represalia a un ataque contra Europa, los países miembros de la OTAN y Estados Unidos. 

### HP.80
Para alcanzar los requisitos en rendimiento, el HP.80 tenía un diseño alar significativo en forma de creciente, parecida a un avión de ala delta pero con elevadores traseros, en un diseño único en su tipo. Fue desarrollado por el ingeniero aeronáutico alemán Gustav Lachmann y su ayudante de Handley Page, Godfrey Lee. La flecha y cuerda del ala se reducía en tres etapas, desde la raíz alar hasta la punta alar, para asegurar un número Mach constante en toda el ala y en consecuencia, conseguir una velocidad de crucero alta, algo difícil de lograr en un avión bombardero tan grande y pesado.
El ala creciente fue probada primeramente en un planeador a escala, el modelo HP.87 y en un Supermarine Attacker modificado, designado como modelo experimental HP.88. El primer modelo experimental a escala, designado HP.87, se estrelló en su primer vuelo y, para cuando el nuevo diseño HP.88 estaba listo, este nuevo diseño del ala para equipar el modelo HP.80 de producción en serie, había cambiado de tal manera, que la anterior ala diseñada en el viejo modelo era muy diferente y no servía como muestra representativa para las nuevas pruebas de vuelo. 
Sin embargo, el HP.80 de producción en serie estaba tan completado y lo suficientemente avanzado, que la pérdida del anterior diseño experimental, en su primer vuelo de pruebas, tuvo poco efecto negativo en los nuevos modelos de producción en serie. El completado modelo de producción en serie HP.80 tenía una fabricación avanzada, compuesta por un recubrimiento de dos capas de aluminio rellenas de material corrugado, algo totalmente nuevo en esa época.
Se fabricaron dos prototipos del HP.80, el WB771 y el WB775, para realizar pruebas de vuelo. El Victor tenía un aspecto futurista, era un avión adelantado a su época de aspecto intimidante, fue diseñado manteniendo su aerodinamismo como ala delta, los cuatro motores estaban instalados dentro de las raíces alares, con grandes toberas de toma de aire adelantadas junto a la cabina de mando y con una cola en T, con los estabilizadores horizontales que formaban un ángulo diedro, en un diseño único en su tipo y muy avanzado para su época. 
Una característica peculiar del bombardero en "Ala Delta" Victor fue la protuberancia en el morro, que contenía el radar de blancos, la rueda de aterrizaje y era el puesto del artillero auxiliar. A diferencia del anterior bombardero Vulcan y del diseño del Valiant, los cinco tripulantes del Victor, piloto, copiloto, operador de radar, artillero y operador de sistemas defensivos, se sentaban al mismo nivel que el resto de la tripulación, uno junto a otro, gracias a un compartimiento presurizado de gran tamaño, en una cabina ancha que ocupaba todo el morro de la nave, en un diseño único en su tipo. Como los otros bombarderos V, sólo los pilotos disponían de asientos eyectables, mientras que los tres tripulantes operadores de sistemas, debían saltar en paracaídas por la compuerta de entrada al costado de la cabina.
Los prototipos funcionaron bien, pero debido a varios errores de diseño y por ser una nave muy moderna, el WB771 se perdió en julio de 1954: el estabilizador horizontal, unido al timón vertical de profundidad por medio de tres pernos, sufría bastante más tensiones de las previstas y se desgajó del mismo, estrellándose el avión y muriendo toda su tripulación. Además, el avión era bastante pesado de cola, lo que tuvo que ser remediado en los prototipos agregando lastre en la parte delantera de la aeronave, para nivelar el diseño en los momentos del despegue y del aterrizaje. 
Para poder solucionar esto, los nuevos Victor de fabricación en serie tenían un morro alargado, que adelantaba el centro de gravedad y además, alejaba la puerta de escape de la tripulación de las tomas de aire laterales de los motores; la unión del estabilizador horizontal con el timón de profundidad se reforzó, siendo ahora de cuatro pernos más grandes para evitar que se desprendiese, mostrando un timón más alargado sobre el fuselaje central.

## Diseño

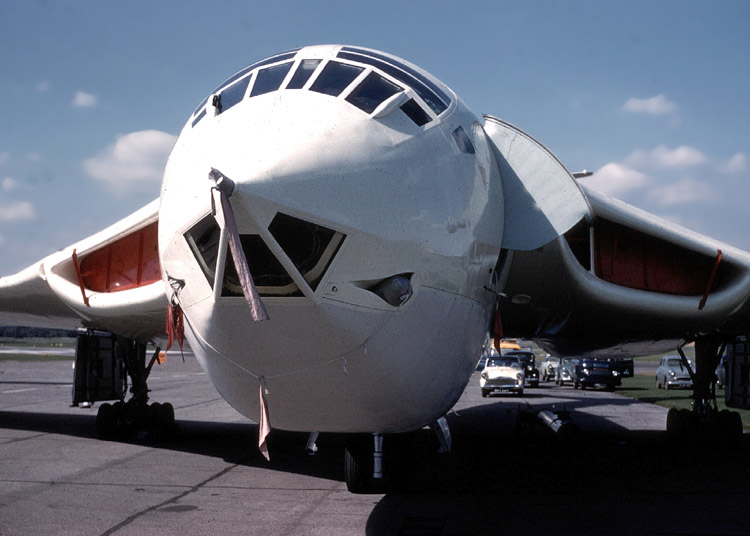
Morro de un Victor.

Como los otros bombarderos de la serie V, el Victor fue diseñado como un bombardero transónico pesado y de largo alcance, para poder penetrar en el espacio aéreo soviético a gran altitud y velocidad, en caso de un enfrentamiento con el bloque oriental de Europa, con capacidad de transportar un arma nuclear de caída libre y posteriormente, un misil de medio alcance bajo el fuselaje central con un cono nuclear, integrado al diseño aerodinámico de la nave.
Las toberas de ingreso de aire a los motores de turbina estaban instaladas en la raíz de las alas, con un diseño muy especial para aumentar el flujo de aire a los motores y la velocidad de la aeronave, mejorando su efectividad de vuelo a gran altitud y velocidad, los cuatro motores de turbina montados en la raíces alares como otros aviones de la época, permiten mantener el centro de gravedad en el fuselaje central para aumentar la capacidad de maniobra y giros cerrados, manteniendo la estabilidad.
Las alas tienen mayor capacidad de sustentación y las extensiones alares pasan por debajo de los motores, algo único en su tipo, los flaps con el dispositivo hipersustentador para aumentar la sustentación, que aumentan la cuerda aerodinámica y la curvatura del perfil alar, modificando la geometría del perfil, para aumentar el control de la aeronave, aterrizar en pistas cortas y tener mejor control de la aeronave en el momento del aterrizaje, luego se integran al ala y se acoplan con los motores, siguiendo la misma forma de la cubierta de los motores de turbina.  
Tenía la intención de volar más alto y rápido que los aviones de su tiempo, era un avión único en su tipo y adelantado a su época, con un diseño futurista y alas adelantas en flecha, con diferentes ángulos en forma de ala delta, pero con un gran elevador horizontal trasero, montado sobre el timón vertical de profundidad, parecido a un diseño de ala Doble Delta. El diseño de Handley Page, el HP.80, fue creado en respuesta a la especificación B.35/46 del Ministerio del Aire.
Durante toda su vida operativa, se aplicaron varias mejoras Up-grade para mantenerlo funcionando con el paso de los años, una sonda para el repostaje de combustible en vuelo sobre la cabina de mando, en forma similar al avión de reconocimiento de alerta temprana y control aerotransportado, avión de patrulla marítima y guerra antisubmarina Hawker Siddeley Nimrod, depósitos de combustible externos bajo las alas, capacidad para operar como avión cisterna y suministrar combustible en vuelo a otros aviones de combate, y capacidad para lanzar misiles desde su bodega de carga de bombas.   
Debido a la aparición de nuevos misiles tácticos con mayor precisión, estos bombarderos de largo alcance quedaron obsoletos y no se continuó con el desarrollo de nuevos modelos de producción en serie, debido a su función muy específica de atacar objetivos enemigos en caso de una guerra convencional o nuclear; pero más recientemente, con los acuerdos de limitación de armas estratégicas START II entre Rusia y Estados Unidos para desmantelar los misiles, se ha iniciado un nuevo programa de diseño y desarrollo para la construcción de nuevos aviones bombarderos de largo alcance, que volarán en el nuevo siglo y serán el nuevo surgimiento de este tipo de aviones bombarderos en Ala Delta de diseño futurista, que lograron solucionar con éxito varios problemas de diseño y estaban adelantados a su época.

### Victor Mk.1
El Victor B.1 estaba propulsado por cuatro turborreactores Armstrong Siddeley Sapphire ASSa.7 con un empuje de 49 kN, y llevaba la bomba atómica Yellow Sun, que luego fue montada sobre un moderno misil bajo el fuselaje central del avión, entre los 4 motores, con un diseño aerodinámico integrado al diseño original del avión. Se actualizaron 24 unidades al estándar B.1A, que llevaba un nuevo radar de alerta "Red Steer" en la cola y un nuevo equipo de receptores de alerta de radar y contramedidas electrónicas (ECM).

### Victor Mk.2
El B.2 era una versión mejorada del Victor, propulsada por motores Rolls-Royce Conway RCo.11 que proporcionaban 76,8 kN de empuje. Fue necesario rediseñar las tomas de aire para proporcionar un flujo de aire mayor. Se estrecharon las alas y se les añadieron dos vainas de velocidad que mejoraban el flujo de aire transónico. También disponía de una sonda para reabastecimiento en vuelo por encima de la cabina, depósitos de combustibles en las alas y fuselaje, que contenían el equipo ECM y un sistema de refrigeración en las entradas de aire, conocido popularmente como "orejas de elefante".
Para poder realizar misiones de penetración profunda sobre territorio enemigo a baja altitud, el Victor fue equipado con camuflaje militar, un radar de seguimiento terrestre y pantallas de mapas en la cabina. Se actualizaron 21 B.2 a la variante B.2 (RS), con motores Conway RCo.17 de 91 kN de empuje y el misil nuclear Blue Steel. Se intentó que se utilizase el misil crucero AGM-48 Skybolt (cuatro por avión), pero el sistema fue cancelado en 1963.

#### Reconocimiento estratégico
Nueve aviones B.2 fueron convertidos para el reconocimiento estratégico para reemplazar a los Valiant, debido a la fatiga alar de su diseño. Fueron equipados con cámaras, un sistema de mapeo por radar y rastreadores para detectar partículas de una prueba nuclear, fueron asignados para misiones de reconocimiento sobre Inglaterra y Europa, volaron con mucho éxito hasta la década de 1990.

### Victor cisterna

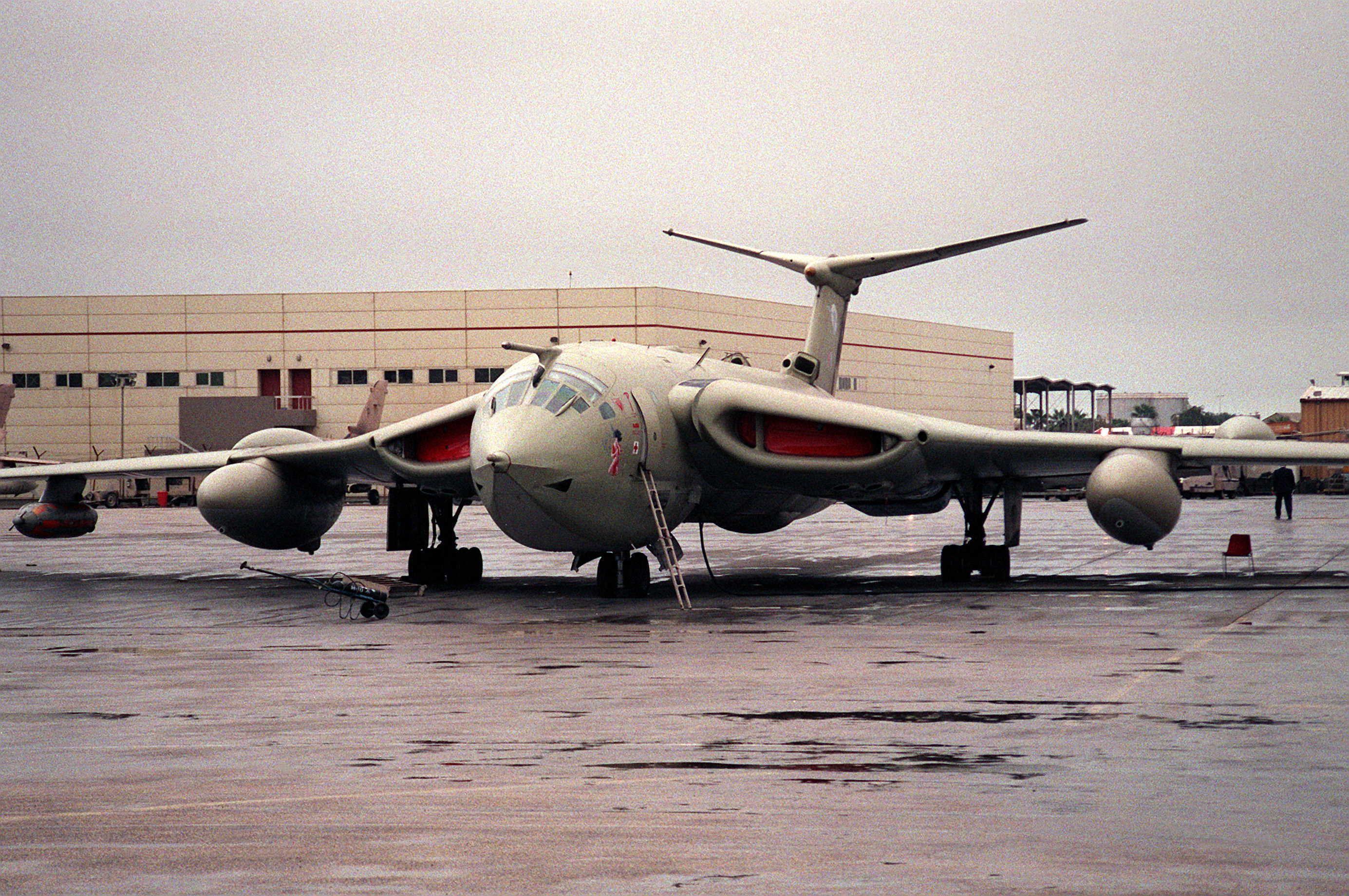
Un Victor K.2 durante la Guerra del Golfo, con depósitos externos de combustible.

Con la retirada de los Valiant, la RAF se quedó con escasez de aviones cisterna de primera línea, por lo que, pensando que el B.1/1A había quedado obsoleto para su tarea de ataque, fue reasignado como avión cisterna con depósitos de combustible bajo las alas. Seis B.1A recibieron un sistema de dos puntos de manguera y cesta bajo cada ala, y recibieron la designación de B.1A (K.2P). Catorce B.1A y once B.1 fueron convertidos con tres puntos de abastecimiento, uno de ellos en la bodega de bombas reconvertida bajo el fuselaje central, recibiendo las designaciones de BK.1A y BK.1 respectivamente.
El resto de aviones B.2 no eran útiles para misiones de ataque a bajo nivel, debido al diseño de su ala delta de gran tamaño, diseñada para tener un mejor rendimiento de vuelo a gran altitud y velocidad, donde el aire es más ligero y liviano. Combinado con la retirada de la RAF como una fuerza nuclear disuasoria, debido a la compra de los misiles tácticos Polaris, significó que el bombardero Victor se convirtió en un excedente en el inventario de la RAF. Por lo tanto, otros 24 B.2 fueron modificados a la versión K.2 de reabastecimiento aéreo de combustible a otros aviones de caza, similar a las anteriores conversiones K.1 y K.1A de este bombardero. El nuevo K.2 podía llevar 41 toneladas de combustible y permanecieron activos hasta octubre de 1993.

## Variantes
HP.80
Prototipo, dos aviones construidos.
Victor B.1
Bombardero estratégico, 50 unidades fabricadas.
Victor B.1A
Bombardero estratégico, actualizado del B.1 con radar de alerta Red Steer y equipo de guerra electrónica (ECM). Se convirtieron 24 unidades.
Victor B.1A (K.2P)
Avión cisterna de dos puntos de abastecimiento, manteniendo la capacidad de bombardero. Se convirtieron 6 unidades.
Victor BK.1
Avión cisterna con tres puntos de abastecimiento (renombrado como K.1 al ser eliminada su capacidad de bombardero). Se convirtieron 11 unidades.
Victor BK.1A
Avión cisterna con tres puntos de abastecimiento (renombrado como K.1A al ser eliminada su capacidad de bombardero). Se convirtieron 14 unidades.
Victor B.2
Bombardero estratégico, 34 unidades fabricadas.
Victor B.2RS
Bombardero con capacidad para lanzar el misil Blue Steel y motores Rolls-Royce Conway RCo.17. Se convirtieron 21 unidades.
Victor B(SR).2
Avión de reconocimiento estratégico. Se convirtieron 9 unidades.
Victor K.2
Avión cisterna.
HP.96
Propuesto transporte militar de 1950, con nuevo fuselaje con capacidad para 85 soldados. No construido.
HP.97
Proyecto de avión comercial civil de 1950. No construido.
HP.98
Propuesta versión "pathfinder" con armas de cola operadas remotamente y propulsada por motores Conway. Rechazada en favor del Valiant B.2.
HP.101
Propuesta versión de transporte militar del HP.97. No construida.
HP.104
Propuesto bombardero de "Fase 3" de 1955, propulsada por motores Bristol Olympus o Sapphire. No construido.
HP.111
Proyecto de 1958 de un transporte civil o militar, propulsado por motores Conway. Capacidad de 200 soldados en la versión militar o 145 pasajeros como avión comercial en un fuselaje de dos cubiertas.
HP.114
Propuesto bombardero de "Fase 6", diseñado para realizar patrullas llevando dos misiles balísticos GAM-87 Skybolt.
HP.123
Propuesto transporte táctico militar basado en el HP.111 y equipado con flaps soplados. Rechazado en favor del Armstrong Whitworth AW.681.

## Supervivientes
En 2007 existían cinco Victor, además de algunas secciones de cabina. Todos están en Inglaterra. Por orden de antigüedad, son:
- XH648: el único B.1A que sobrevive y con capacidad de bombardero, se encuentra en el Museo Imperial de la Guerra de Duxford en Cambridgeshire.
- XH672 Maid Marion: un K.2 en el Museo de la RAF de Cosford (Shropshire).
- XH673: un K.2 en la puerta de la base RAF Marham en Norfolk.
- XL231 Lusty Lindy: el prototipo para la conversión de B.2 a K.2. Se encuentra en el Museo del Aire de Yorkshire en York y tiene capacidad de vuelo.
- XM715 Teasin' Tina/Meldrew: un K.2 con capacidad de vuelo en Bruntingthorpe (Leicestershire).

## Especificaciones (Victor B.1)

### Características generales
- Tripulación: Cinco (piloto, copiloto, operador de radar, artillero y operador de sistemas defensivos)
- Longitud: 35,1 m (115 ft)
- Envergadura: 33,5 m (110 ft)
- Altura: 8,6 m (28,1 ft)
- Superficie alar: 223,5 m² (2405,8 ft²)
- Peso vacío: 40 468 kg (89 191,5 lb)
- Peso máximo al despegue: 93 182 kg (205 373,1 lb)
- Planta motriz: 4× turborreactor Armstrong Siddeley Sapphire A.S.Sa.7.
  - Empuje normal: 49,3 kN (5024 kgf; 11 076 lbf) de empuje cada uno.

### Rendimiento
- Velocidad máxima operativa (Vno): 1009 km/h (627 MPH; 545 kt) a 11,000 m (36 000 pies)
- Alcance: 9660 km (5216 nmi; 6002 mi)
- Techo de vuelo: 17 000 m (55 774 ft)
- Empuje/peso: 0,27

### Armamento
- Bombas: 

  - Hasta 35 de 450 kg
- Otros: 

  - 1x bomba nuclear de caída libre Yellow Sun

## Aeronaves relacionadas

### Desarrollos relacionados
- Handley Page HP.88

### Aeronaves similares
- Boeing B-47 Stratojet
- Avro Vulcan
- Vickers Valiant
- Short Sperrin
- Tupolev Tu-16/ Xian H-6

### Secuencias de designación
- Secuencia HP._ (interna de Handley Page): ← HP.77 - HP.78 - HP.79 - HP.80 - HP.81 - HP.82 - HP.83 -- HP.93 - HP.94 - HP.95 - HP.96 - HP.97 - HP.98 - HP.99 - HP.100 - HP.101 - HP.102 - HP.103 - HP.104 - HP.105 - HP.106 - HP.107 - HP.108 - HP.109 - HP.110 - HP.111 - HP.112 - HP.113 - HP.114 - HP.115 - HP.116 - HP.117 -- HP.119 - HP.120 - HP.122 - HP.123 - HP.124 - HP.125 - HP.126 →